# عبدالکریم الاریانی
عبدالکریم الاریانی (عربی: عبد الكريم علي يحيى محمد عبدالله الإرياني؛ ۱۲ اکتبر ۱۹۳۴ – ۸ نوامبر ۲۰۱۵) سیاست‌مدار اهل یمن بود. وی از آوریل ۱۹۹۸ تا مارس ۲۰۰۱ نخست‌وزیر این کشور بود.
عبدالکریم الاریانی در ۸ نوامبر ۲۰۱۵، در سن ۸۱ سالگی در فرانکفورت آلمان درگذشت.